# 寧加線翼鯰
寧加線翼鯰為輻鰭魚綱鯰形目海鯰科的其中一種，分布於印度西太平洋的半鹹水域、海域，體長可達30公分，棲息在沿海、河口區，屬肉食性。

## 擴展閱讀
維基物種上的相關：寧加線翼鯰